# Eiland Bloemendaal

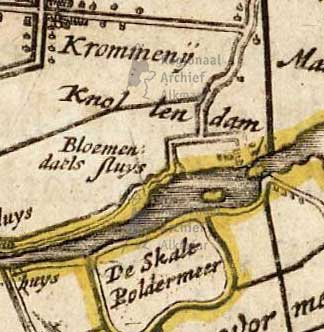
Eiland Bloemendaal in de Zaan (kaart uit 1635)

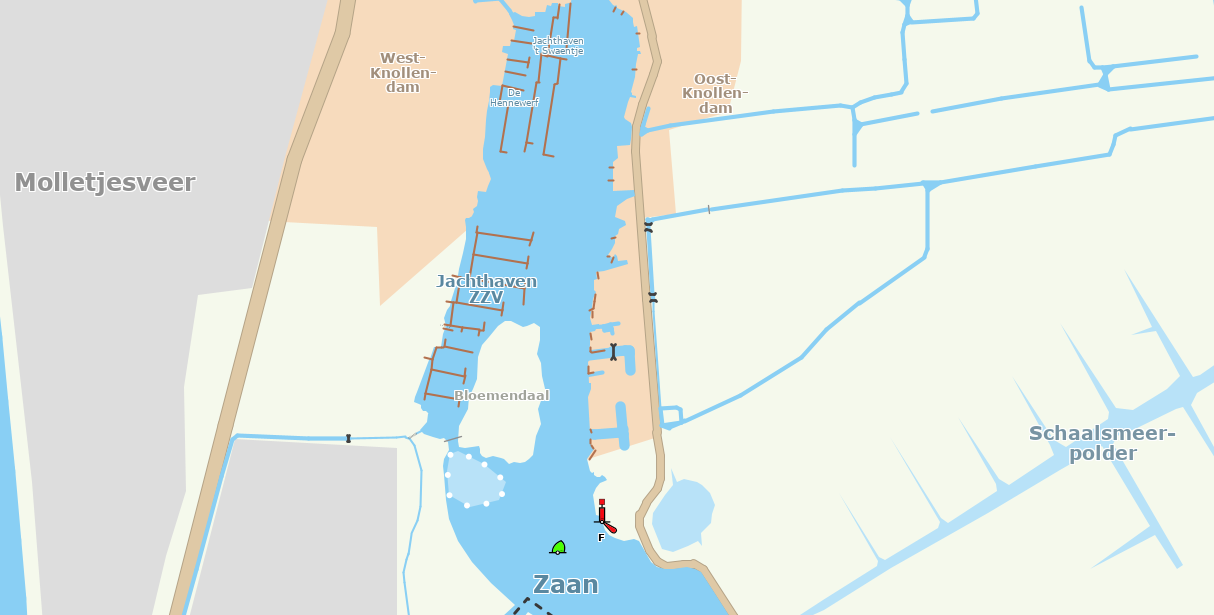
Eiland Bloemendaal op een hedendaagse waterkaart

Eiland Bloemendaal (ook wel De Belt of Schaalsmeereiland genoemd) is een relatief groot onbewoond eiland in de Zaan. Het valt geografisch gezien sinds de Gemeentelijke Herindeling regio Waterland in 1990 onder de gemeente Zaanstad. Het eiland is alleen per boot te bereiken.

## Geschiedenis
Het eiland wordt reeds enkele honderden jaren geleden genoemd op lokale kaarten. Het werd door de gemeente Wormerveer gekocht in 1930 om er een vuilstortplaats op te vestigen. Het is zodanig in gebruik geweest tot 1970, waarna het verlaten werd en verwilderd is.
Gedurende de jaren na 2000 is het onderwerp van discussies rond de ontwikkeling ervan. Het struikelblok was de vervuiling van de grond, alsmede de ligging op de gemeentegrens, wat sinds 1990 niet meer het geval is. Door de jaren heen zijn er veel plannen en ideeën geopperd, maar geen hiervan zijn gerealiseerd.
In 2014 bleek dat grondwater sterk verontreinigd is met benzeen en naftaleen en matig verontreinigd met zware metalen (lood, zink en koper) en fenolen. Er was sprake dat Zaanstad met N.V. Afvalzorg een plan zou maken voor sanering en ontwikkeling.
In 2016 is het brugdek verwijderd om de toegang tot het eiland te minimaliseren.